# Paul Felske
Paul Felske (* 28. Januar 1838 in Hochkirch, Regierungsbezirk Marienwerder; † 16. Dezember 1914 in Marienburg, Westpreußen) war ein deutscher Liedtexter und der Verfasser des Textes des Westpreußenliedes.

## Leben
Felske wuchs mit sieben Brüdern und einer Schwester auf. Seine Geschwister lernten alle einen Handwerksberuf, er jedoch konnte eine Ausbildung zum Lehrer durchlaufen. Er erhielt eine Stelle in Kalthof bei Marienburg, die er bis zu seiner Pensionierung 50 Jahre innehatte. Danach zog er nach Marienburg.
Paul Felske war mit Luise Lellis verheiratet. Er starb ohne Nachkommen und wurde auf dem evangelischen Jerusalemer Friedhof beerdigt.